# Silene lasiantha
Silene lasiantha är en nejlikväxtart som beskrevs av C. Koch. Silene lasiantha ingår i släktet glimmar, och familjen nejlikväxter. Inga underarter finns listade i Catalogue of Life.